# Ondřej Zahustel
Ondřej Zahustel (18 giugno 1991) è un calciatore ceco, centrocampista del Mladá Boleslav in prestito dallo Sparta Praga.

## Carriera

### Club
Ha cominciato la carriera nel 2008, giocando 13 partite nella massima serie ceca col Mladá Boleslav

### Nazionale
Nel 2015 ha segnato un gol in 3 presenze nella nazionale maggiore ceca.